# Ихтиол
Ихтиол (ихтаммол) — битуминосульфонат аммония. Получают из смол, образующихся при газификации и полукоксовании горючих сланцев. Название происходит от др.-греч. ίχθύς («рыба») — по ископаемым остаткам, во множестве сохранившимся в сланцах.

## Получение
Получаемая при дистилляции смолы фракция масел с пределами выкипания 220—400 °C обрабатывается 23-процентным раствором натриевой щёлочи, а затем разбавленной серной кислотой. После тщательной промывки полученное масло сульфируют олеумом, отделяют образовавшиеся сульфокислоты от непросульфированных масел и продуктов полимеризации, промывают сульфокислой водой, обрабатывают 25 % аммиачной водой и упаривают.
Формула C28H36S5O6(NH4)2.

## Применение
В медицинскую практику ихтиол введён в середине 1880-х немецким доктором Паулем Унной (нем. Paul Unna) для лечения накожных болезней, ревматизма и подагры.
Лекарства на основе ихтиола имеют обезболивающее, противовоспалительное и антисептическое действие . Применяется наружно как действующее вещество ихтиоловой мази и в составе свечей.
В конце XIX — начале XX века 30 % эфирно-спиртовой раствор ихтиола применялся как средство от мигреней, использовался внутренне и в виде драже, причём отмечался общеукрепляющий эффект.